# Mouvement Hazm
Le mouvement Hazm ou Harakat Hazm (en arabe حركة حزم, « Le Mouvement de la fermeté ») était une alliance de brigades rebelles active de 2014 à 2015 lors de la guerre civile syrienne.

## Historique

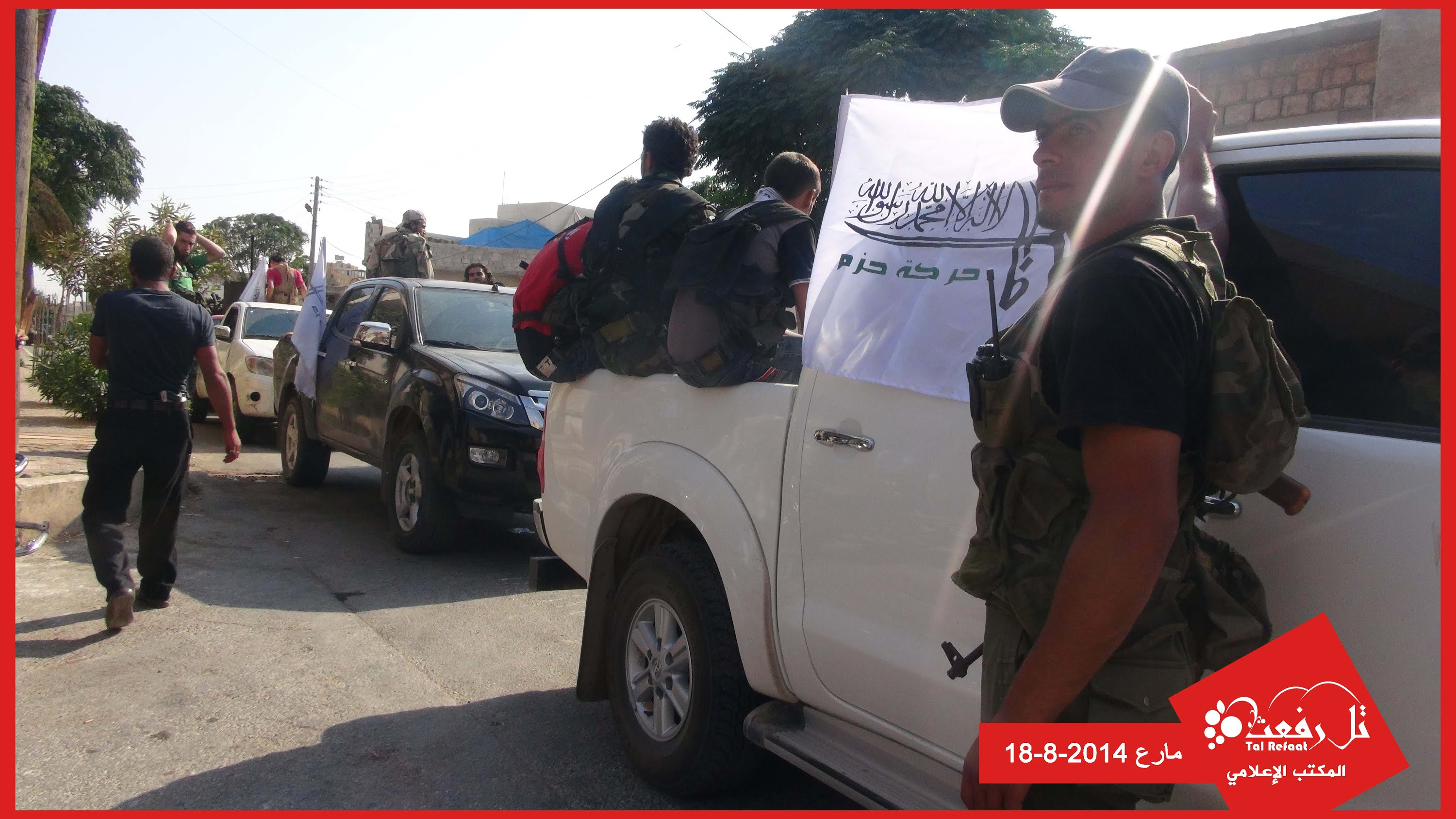
Des combattants du Mouvement Hazm à Marea, le 18 août 2014.

Le mouvement Hazm est formé le 25 janvier 2014 à partir du rassemblement de plusieurs groupes rebelles syriens modérés, pour beaucoup issus de la Brigade al-Farouq. 
En novembre, le mouvement Hazm entre en conflit avec le Front al-Nosra et au côté du Front révolutionnaire syrien il participe aux combats contre les djihadistes dans la région de Jabal Jawya et de la localité de Khan al-Sobol. Cependant les affrontements tournent à l'avantage des forces d'al-Qaïda et les rebelles modérés sont chassés de la zone. 
Fin janvier, le mouvement Hazm subit une nouvelle offensive du Front al-Nosra et perd le contrôle de la caserne du bataillon 111, dite « Cheikh Souleimane », à une douzaine de kilomètres au nord-ouest d'Alep. D'autres combats ont lieu dans le gouvernorat d'Idleb,,,,.
Le 31 janvier 2015, le Mouvement Hazm rallie le Front du Levant, une alliance regroupant plusieurs mouvements rebelles du gouvernorat d'Alep,.
Le 28 février, le Mouvement Hazm subit un nouveau revers. Le Front al-Nosra prend d'assaut la base du régiment 46 lors d'un combat qui fait au moins 30 morts chez les djihadistes contre 50 du côté des rebelles modérés selon l'OSDH,,,, et tout l'arsenal des rebelles tombe aux mains du Front al-Nosra. À la suite de cette défaite, le Mouvement Hazm annonce 1er mars, sa dissolution et son ralliement au Front du Levant.

## Soutiens
Lié à l'Armée syrienne libre, le mouvement est soutenu par les États-Unis,. Il reçoit notamment des missiles antichar BGM-71 TOW en 2014.

## Relations et réactions internationales
Malgré le soutien américain au mouvement, le Harakat Hazm s'est déclaré opposé aux opérations aériennes de la coalition internationale en Syrie.
Le 27 octobre 2014, le mouvement Hazm signe l'Appel de Genève sur l'interdiction des mines antipersonnel et des violences sexuelles.

## Organisation et effectifs
- Secrétaire-général : Khalid Saleh[1].
- Chef du bureau militaire : Abdullah Awda, alias Abou Zeid[18]
- Chef des opérations militaires pour le front nord : Murhid al-Khaled, alias Abul-Motasim[18]
- Chef des opérations militaires pour le front sud : Mohammed al-Duhaik, alias Abou Hatem[18]
- Chef du bureau politique : Hamza al-Shemali, alias Abou Hashemi[18]
- Chef des relations extérieures : Bilal Attar, alias Abou Abdo Sham[18]

Les effectifs du mouvement Hazm sont d'environ 5 000 hommes, pour la plupart transfuges de l'armée syrienne.
Les groupes qui forment le mouvement Hazm sont les suivants :
- Brigade Omar al-Farouq du Nord
- Les Forces spéciales no 9
- La première brigade mécanisée
- La brigade de la foi en Dieu
- La Brigade Omar al-Farouq de Hama (ou les bataillons Abi al-Hareth et Ahrar al-Silmiya)
- Le bataillon du martyr Abdulrahman al-Shemali
- Le bataillon du martyr Bakr Bakkar
- Le bataillon Ahbab al-Rasoul
- Le bataillon du martyr Hamza Zakaria
- Le bataillon al-Rashid
- Le bataillon Abou Asad al-Nimr
- Le bataillon Ahdab Allah
- Le bataillon al Fateh
- La brigade d'infanterie n°60
- Le bataillon Abbad al-Rahman
- Le bataillon Abdul Gaffar Hamish
- La brigade Zaafana Farouq
- Le bataillon du martyr Abdullah Bakkar
- Le bataillon du martyr al-Rastan
- Le bataillon du martyr Ammar Tlas Farzat
- Les brigades Sawt al-Haq.